# Otto Olshausen

Otto Olshausen (um 1900)

Hermann Otto Wilhelm Olshausen (* 7. Juli 1840 in Kiel; † 10. Januar 1922 in Berlin) war ein deutscher Chemiker und Privatgelehrter.

## Leben und Schaffen

### Familie und Jugend
Otto Olshausen kam aus einer Familie von Gelehrten. Sein Vater, Justus Olshausen, war Professor für orientalische Sprachen in Kiel, bis er 1852 wegen seiner antidänischen Haltung nach der Schleswig-Holsteinischen Erhebung gegen das herrschende Königreich Dänemark seine dortige Anstellung verlor. Daraufhin zog die Familie nach Königsberg, wo der Vater eine neue Professorenstelle erhielt. Otto war der mittlere von drei Brüdern, von denen der ältere, Robert,  Gynäkologe wurde, und der jüngere, Justus, ein renommierter Jurist, Oberreichsanwalt und Senatspräsident am Reichsgericht. Otto Olshausen selbst besuchte zunächst in Kiel und später in Königsberg das Gymnasium, das er 1859 mit dem Abitur abschloss. Anschließend studierte er an Universitäten in Berlin, Heidelberg und Göttingen Chemie.
Sein Sohn war der Diplomat Franz Olshausen, seine Schwiegertochter die Schriftstellerin Käthe Olshausen-Schönberger.

### Berufliches
1864 wurde Otto Olshausen Assistent von August Wilhelm von Hofmann am Royal College of Chemistry in London und folgte diesem 1865 an die Universität Berlin. Drei Jahre später wurde er Gründungsmitglied der Deutschen Chemischen Gesellschaft, die von Hofmann mitinitiiert hatte. 1868 wurde er an der Universität Heidelberg bei Robert Wilhelm Bunsen promoviert und arbeitete anschließend bis 1872 beim Teerfarbenwerk Oehler in Offenbach am Main. Von 1873 bis 1876 war er bei der Chemischen Fabrik Kalle in Wiesbaden-Biebrich und von 1877 bis 1880 bei Bayer in Elberfeld tätig. Außerhalb seiner Berufstätigkeit interessierte sich Otto Olshausen zunehmend für prähistorische Forschung, so dass er 1880 schließlich in den beruflichen Ruhestand ging und sich als Privatgelehrter in Berlin niederließ.
In späteren Jahren lehnte Olshausen, der politisch eine liberale und demokratische Richtung vertrat, die Annahme von Ämtern ebenso ab wie die Nobilitierung; seine beiden Brüder hingegen waren in den Adelsstand erhoben worden. 1910 erhielt er den Professorentitel, und 1915 wurde er mit der Rudolf-Virchow-Plakette der Berliner Gesellschaft für Anthropologie, Ethnologie und Urgeschichte ausgezeichnet.

### Archäologie und Krankenpflege

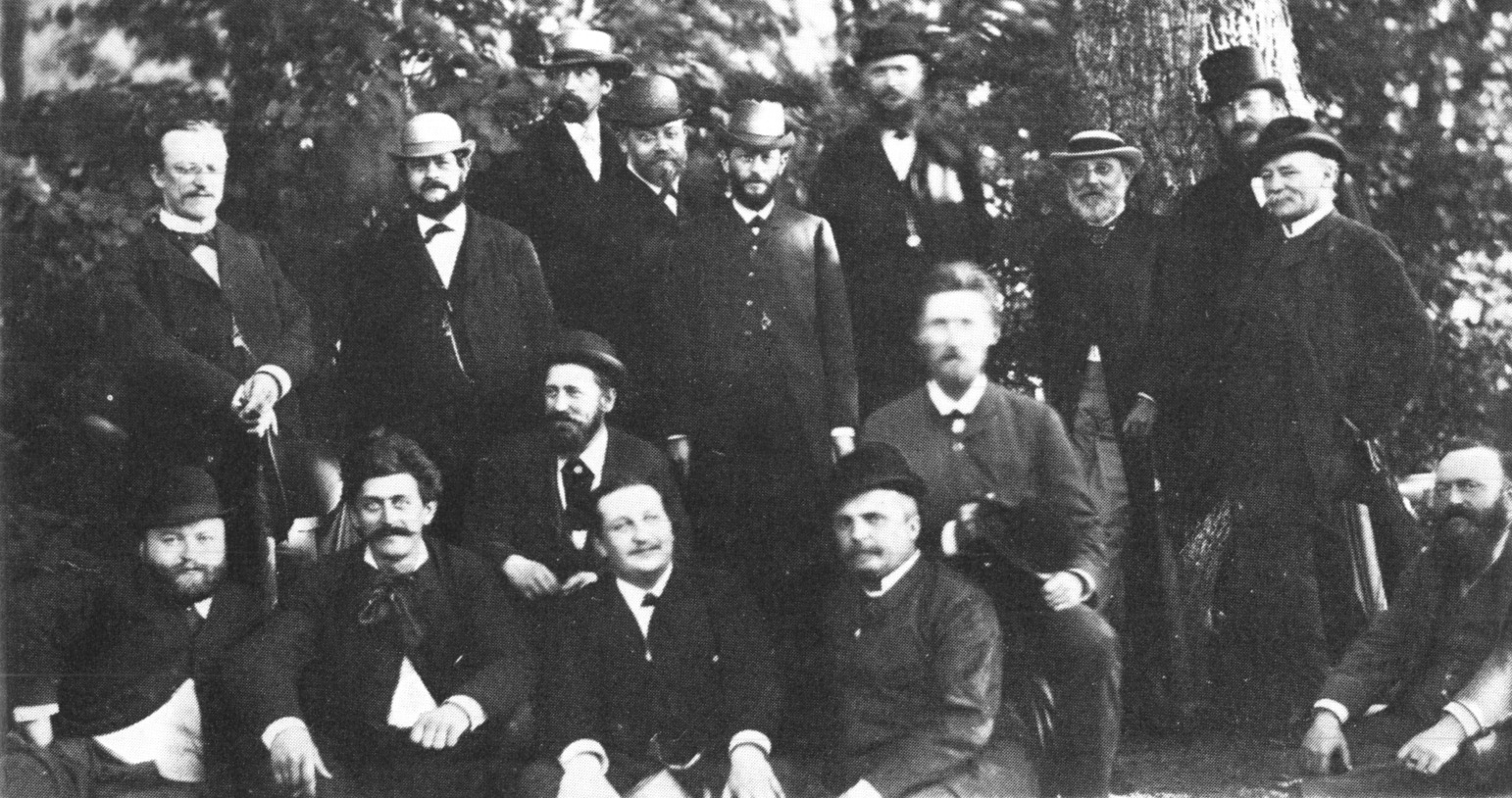
Olshausen (hintere Reihe, 5.v.l.=Mitte) auf einer Exkursion der Berliner Anthropologen-Gesellschaft

Ab 1881 war Otto Olshausen Mitglied der Berliner Anthropologischen Gesellschaft, die auf Initiative des Arztes und Anthropologen Rudolf Virchow gegründet worden war. Als Schriftführer der Gesellschaft erreichte er, dass diese eigene Räumlichkeiten im Museum für Vor- und Frühgeschichte erhielt. Von 1880 bis 1889 und ab 1909 bis zu seinem Tode war er an Ausgrabungen von latènezeitlichen Gräbern und Grabhügeln der Wikinger auf Amrum beteiligt. 1893 entdeckte Olshausen bei Ausgrabungen an einem Grabhügel auf Helgoland, Lütge Berg („kleiner Berg“) genannt, die Steinkiste von Helgoland.
Mit seinen Untersuchungen über die chemische Zusammensetzung prähistorischer Funde aus Bronze, Kupfer, Eisen und Gold sowie aus Bernstein, Glas und Leder und die Analyse von Knochenfunden gilt Olshausen als einer der Begründer der Archäometrie: „Oft musste ihm ein Körnchen Substanz für die chemische Analyse und ein Splitterchen für die mikroskopische Untersuchung genügen.“ 1887 trat der Direktor des Ägyptischen Museums, Adolf Erman, an ihn heran und berichtete ihm von dem ungewöhnlich schnellen Verfall von Exponaten. Daraufhin setzte sich Olshausen bei Richard Schöne, dem Direktor der Königlichen Museen, für die Einrichtung eines chemischen Laboratoriums ein, in dem Material, das Alter und die Herkunft von kulturgeschichtlichen Objekten bestimmt, sowie Methoden zur Konservierung und Restaurierung entwickelt werden sollten. Das Labor wurde 1888 gegründet und auf Olshausens Vorschlag unter die Leitung des Chemikers Friedrich Rathgen gestellt. Das nach diesem benannte Rathgen-Forschungslabor besteht als Einrichtung der Staatlichen Museen zu Berlin/Stiftung Preußischer Kulturbesitz bis heute.
Olshausens weiteres Engagement galt ab 1889 der Reform der Krankenpflege. Er strebte als Ergänzung der damals hauptsächlich konfessionellen eine rein humanitär ausgerichtete Krankenpflege an. Diese sollte zudem als Beruf für Frauen dienen, der diesen eine ausreichende Existenzgrundlage bot. Ein 1889 gegründetes „Comité“ schuf die Voraussetzungen für die Ausbildung von Krankenschwestern. 1891 wurde das Märkische Haus für Krankenpflege in Berlin-Kreuzberg gegründet, dessen Verwaltung er bis 1909 vorstand.

### Tod und Nachlass
Otto Olshausen starb 1922 im Alter von 81 Jahren in Berlin und wurde auf dem Alten St.-Matthäus-Kirchhof in Berlin-Schöneberg beigesetzt. Das Grab ist nicht erhalten geblieben.
Sein Nachlass sowie Papiere der weiteren Familienangehörigen befinden sich im Geheimen Staatsarchiv in Berlin.

## Publikationen
- Vorschläge zur Bildung einer Schule für Krankenpflegerinnen. Berlin. Unger 1889
- Zur Vorgeschichte Helgolands : nebst einem Anhange über Säbelnadeln. Berlin 1893
- Eisengewinnung in vorgeschichtlicher Zeit. Berlin 1909
- „Über Eisen im Altertum“. In: Prähistorische Zeitschrift, Band 7, Nr. 1/2, (1915). S. 1–45
- Amrum. Bericht über die Hügelgräber auf der Insel nebst einem Anhange über die Dünen. Berlin. Leuschner 1920
- (posthum) Mit Justus Olshausen/Franz Olshausen: Stammbaum der Familie Olshausen. Berlin 1936